# روحانية (معتقد)
الروحانية إيمان ميتافيزيقي بأن العالم يتألف من مادتين أساسيتين على الأقل، الروح والمادة. تطور هذا التمييز الميتافيزيقي شديد الاتساع إلى صيغ عديدة ومتنوعة عبر إضافة تفاصيل حول وجود كينونات روحانية مثل الروح والحياة الآخرة وروح الموتى والآلهة والوساطة الروحية، إضافة إلى تفاصيل حول طبيعة العلاقة بين الروح والمادة. وقد تشير أيضًا إلى فلسفة أو مذهب أو دين يتعلق بالبعد الروحاني للوجود.
والروحانية مصطلح استخدم أيضًا بشكل شائع في ممارسات وساطة روحية أو خارقة ومعتقدات سجلت خلال تاريخ الجنس البشري ولدى عدد من الثقافات.
تبدو التقاليد الروحانية متجذرة بعمق في الشامانية وربما هي أحد أقدم أشكال الدين. الوساطة الروحية هي صيغة حديثة للشامانية وأفكار كهذه شبيهة بشدة بتلك التي طورها إدوارد بورنيت تايلر في نظريته حول الأرواحية التي تقول بوجود عالم أخرى موازية لعالمنا، ولو أنها عوالم غير مرئية لنا ولا يمكن أن نصل لها. الوساطة الروحية هي أحد الروابط التي تصل بين هذه العوالم. تعرف الوساطة الروحية بأنها شخص يتمتع بحساسية استثنائية للبعد الخفياني، ويختبر رؤى ووحيًا. ذكر بعض المؤلفين أن بضع أشخاص فحسب يمتلكون هذه القدرة.

## التعريف
الروحانية هي الإيمان بأن لدى الأرواح قدرة على التواصل مع الأحياء عبر وسيط روحي. الاستخدام الأقدم المسجل للكلمة يعود إلى عام 1796، وكان قد استخدم من قبل روحاني القرن الثامن العشر البارز إيمانويل سويدينبيرج. اكتسب مصطلح «روحانية» معان مختلفة. سيشمل تعريف واسع ويفي بمعنى المصطلح الإيمان متعدد الأوجه بمبدأ رئيسي لدى الكائنات الحية، أجساد حية خارقة أو ما فوق طبيعية أو ألوهية أو قوة وجودية مجردة أو أرواح حية. يؤمن أتباع الحركات الروحانية أن أرواح الموتى تنجوا من الحياة الفانية، وأن الكائنات الإحساسية من العوالم الروحانية يمكن أن تتواصل، وهي تتواصل فعلًا، مع الأحياء. منذ العصور القديمة، كانت الروحانية عنصرًا في الأديان الأهلية التقليدية. في عالم اليوم، الروحانية ظاهرة متنامية تتجلى في التدين الأهلي التقليدي في كل القارات من خلال جماعات روحانية غير منحازة وحركات توفيقية عديدة وفي عناصر أديان أرثوذوكسية ترى عبرها بأنها ما تزال تحديًا.
تستخدم العديد من الأعمال المرجعية مصطلح الروحية أيضًا لتعني الشيء نفسه الذي تعنيه «الروحانية»، إلا أن الروحية تستخدم بصورة أكثر دقة لتعني الروحانية. ومن الأركان الأساسية لدى معتنقيها هو الإيمان بأن أرواح الموتى تتواصل مع الأحياء عادة عبر وساطة روحية.
وتتخذ الكلمة أيضًا معنى بديلًا محددًا في ميادين عديدة مختلفة في الأكاديميا.

## الاستخدام
يستخدم مصطلح الروحانية في اللغة الإنجليزية ليعني:
- (دين) الإيمان بأن البشر يمكن أن يتواصلوا، وهم يتواصلون بالفعل، مع الموتى ومع ممارسات ومذاهب الشعوب بهذا الإيمان.
- (فلسفة) في مذهب فلسفي أو معتقدات دينية تشدد على أن الأرواح توجد أو أن الواقع بأكمله روحاني وليس ماديًا.[10]
- (ميتافيزيق) مذاهب متعددة تؤكد على أن الواقع الأقصى هو الروح أو العقل.
- (الأخلاق) الرؤية بأن المخاوف الروحانية هي أكثر أهمية من مخاوف هذا العالم (نوع من المثالية أو الزهد التي تتعارض مع العلمانية)
- (إبستيمولوجيا) مصطلح آخر للروحانية
- (فن) «روحانية مجردة»، وهو مصطلح نحته جيرارد تيمبيست، صديق السوريالي الشهير جيورجيو دي تشيريكو في الخمسينيات من القرن العشرين لوصف «مسرح عين العقل». وهي ثيمة تتكرر منذ عام 1953 وتواصلت خلال التسعينيات من القرن العشرين.

## المعتقدات

### الروحانية الحديثة
يستخدم مصطلح «الروحانية الحديثة» أو «الروحانية الأمريكية الحديثة» للإشارة إلى الحركات الدينية الأنجلو أمريكية التي شهدت عصرها الذهبي بين الأربعينيات من القرن التاسع عشر والعشرينيات من القرن العشرين، إلا أنها تستمر حتى يومنا هذا.

#### الرابطة الروحانية الوطنية للكنائس، الولايات المتحدة الأمريكية
المبادئ ال 9 للرابطة الروحانية الوطنية للكنائس في الولايات المتحدة الأمريكية هي:
1. نؤمن بعقل لا محدود
2. نؤمن بأن ظاهرة الطبيعة، الروحانية والمادية، هي تعبيرات عن العقل اللامحدود.
3. نؤكد أن فهمًا صحيحًا لتعبير كهذا، والعيش بصورة تتماشى معه، يشكل دينًا حقيقيًا.
4. نؤكد أن الوجود والهوية الشخصية للفرد تستمر بعد التغير الذي يسمى بالموت.
5. نؤكد أن التواصل مع ما يسمون بالموتى هو حقيقة مثبتة علميًا بظاهرة الروحانية.
6. نؤمن أن الأخلاق الأسمى متضمنة في القاعدة الذهبية: «افعل للآخرين ما ترغب بأن يفعلوا لك».
7. نؤكد على المسؤولية الأخلاقية للأفراد، وأننا نصنع سعادتنا أو تعاستنا بحسب طاعتنا أو عصياننا للقوانين الروحية والمادية للطبيعية.
8. نؤكد أن باب إعادة التشكل لا يغلق قط في وجه أي روح هنا أو في الحياة الأخرى.
9. نؤكد أن مبادئ النبوءة والشفاء هي ميزات إلهية تثبت عبر الوساطة الروحية.

### الروحانية المسيحية
ارتبطت الروحانية بممارسات المسيحية الأولى وتطورت إلى صيغة إضافية من الروحانية المسيحية، على سبيل المثال المعبد الروحاني الأول الذي ما يزال فاعلًا في الولايات المتحدة الذي تأسس في عام 1883 والرابطة الروحانية المسيحية العالمية الأعظم (التي ستصبح لاحقًا الجمعية الروحانية المسيحية العالمية الأعظم) في المملكة المتحدة التي تأسست في عام 1931.
كان ويليام ستاينتون موسيس الوسيط الروحي وصاحب المكانة، وأحد رواد الحركة الروحانية، الأبرز في الحركة نحو روحانية مسيحية في المملكة المتحدة. وكان عضوًا في الرابطة الوطنية البريطانية للروحانيين، ونائب رئيس جمعية الأبحاث الروحانية وأطلق تحالف الروحانيين في لندن الذي أصبح لاحقًا كلية الدراسات الروحانية.
تضم الطوائف الروحانية المسيحية المعاصرة أيضًا أولئك الذين ضمن الحركة الكنسية الروحانية الأمريكية التي ترأسها ليفي أندرسون، مثل كنيسة المسيح الروحانية الميتروبوليتانية، التي تأسست في عام 1925، وجمعيات المسيح الروحانية الخمسينية في أنحاء العالم التي تأسست في عام 1938، والتي كان شعارها «خمسيني بالولادة، روحاني بنمط الحياة، رسولي بالتجربة، ومسيحي بالطلب. كنيسة مسيحية ... على أساس روحاني ... تسير في ما هو فوق طبيعي» وكنيسة هاغار الروحانية العالمية، التي تأسست في العشرينيات من القرن العشرين.

### فرنسا قبل عام 1848
نالت الروحانية الفرنسية، والتي عرفت بالروحية، شعبية في فرنسا وبلدان أمريكا اللاتينية. وكان باحثها الأبرز المؤلف آلان كارديك.
تتواجد الأفكار الروحانية من وقت إلى آخر في الأدب الباكر لل «مغناطيسيين الحيوانيين» الفرنسيين. في أوائل العام 1787 كتب إم تاردي دي مونترافيل أنه في شبه الغيبوبة تحررت روح «المسرنم» من جسدها وباتت قادرة على التواصل مع الأرواح الأخرى. وسجل الدكتور جي بي بيلوت وجي بي إف دولوز مناقشة حول استحضار الأرواح ووثقاها منذ العشرينيات من القرن التاسع عشر.
كان ألفونس كاهاغنيه، ناشر الرسائل الروحية مثل «كشف ألغاز الحياة المستقبلية» (1848)، الأبرز من بين أوائل الروحانيين الفرنسيين. ومع إلمامه بتعاليم سويدينبيرج، واهتمام أثاره فيه المستبصرون الألمان المعاصرون، برز كاهاغنيه في باريس آنذاك لوحده تقريبًا ممكن كانوا لا ينتمون إلى أي مدرسة. مع ظهور الروحانية الحديثة في أمريكا، لم يكن كاهاغنيه ليجد سواء القليل من القراء، إلا أن توثيقه لعمله إلى جانب وساطة أديل ماغينوت كانا من بين أبرز الوثائق والأفضل برهنة التي اعتمدت عليها الروحانية الباكرة. 

### الروحانية الأمريكية الأصلية
لعبت تمثيلات صور الأمريكيين الأصليين دورًا بارزًا في روحانية القرنين التاسع عشر والعشرين على الرغم من أن السكان الأصليين وتقليدهم قد عانا كثيرًا في واقع الأمر تحت تأثير الكنائس المسيحية المتنافسة. منذ عام 1970، كان هناك عدد من الأفراد الذين زعموا بأنهم يروجون للروحانية الأمريكية الأصلية، والتي سميت في بعض الأحيان ب «الروحانية الهندية الأمريكية». بدأ انتشار هذه المعتقدات مع عدد من الخدع الأدبية التي قام بها أشخاص غير هنود مثل كارلوس كاستانيدا وجاماك هايووتر. وسعى العديد من الأمريكيين الأصليين إلى استغلال الاهتمام بالروحانية الأمريكية الأصلية، وكتبوا تحريفات عن المعرفة والممارسات الروحانية للسكان الأصليين لكي تستهلك في الأسواق الضخمة. تعرضت هذه الحالة لهجوم من قبل علماء هنود شرعيين ومن قبل ناشطين في حركات مثل الحركة الهندية الأمريكية وحركة نجاة الهنود الأمريكيين والراحل جيرارد ويلكنسون، رئيس مجلس الشباب الهندي الوطني.

### الكاريبي
اتخذت الروحانية في الكاريبي طرقًا مختلفة في التعبير استندت إلى اتصالها بأنظمة دينية أخرى. في المناطق المدنية، على سبيل المثال، كان الروحانيون رفيعي المستوى التعليمي وأكثر ميلًا للانغماس في مفاهيم الكتاب الأجانب. إلا أن الأمية كانت متفشية في المناطق الريفية وكان الممارسون يتبنون تشكيلة واسعة من المعتقدات والممارسات.